# Herne (België)

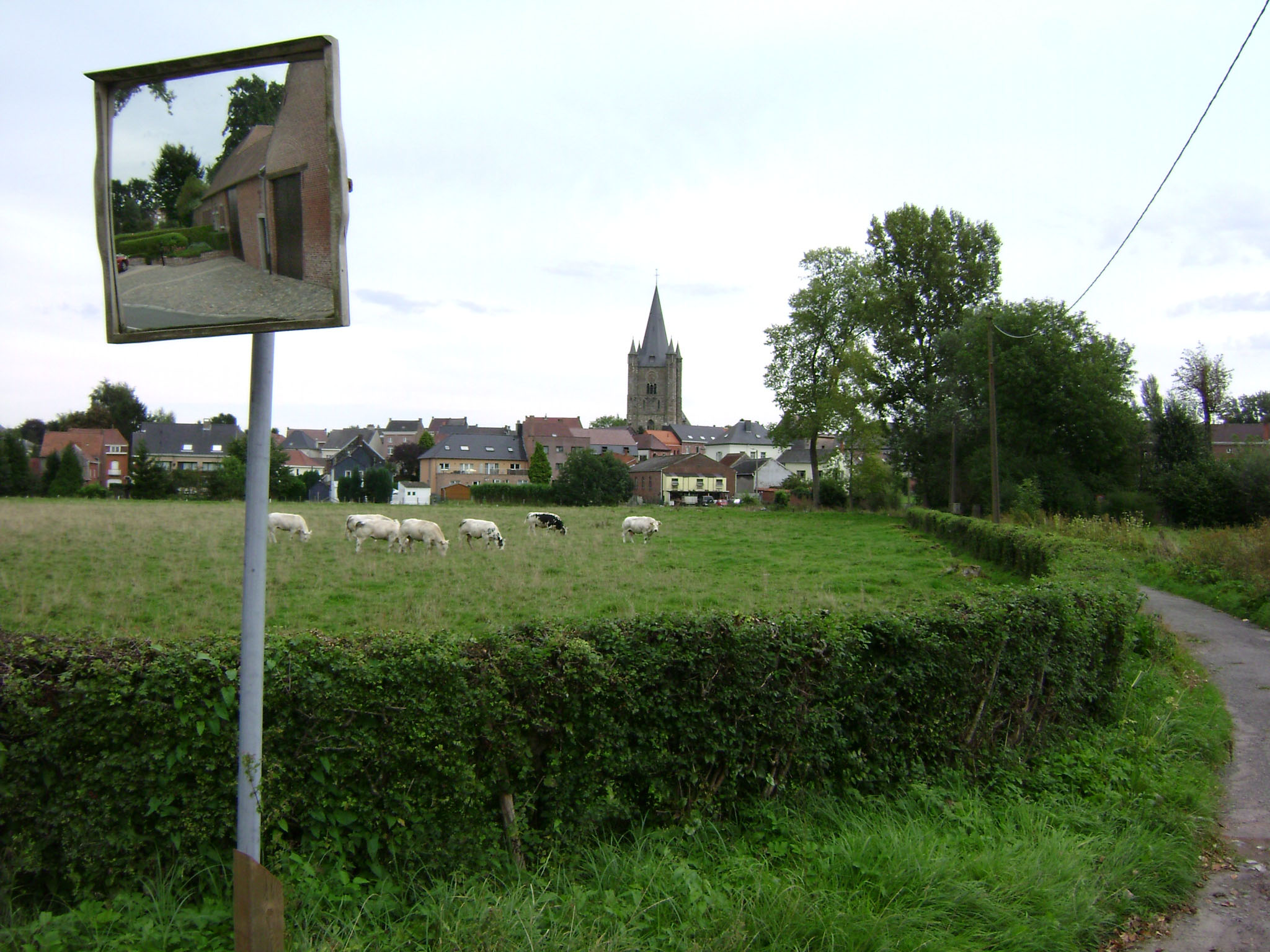
Gezicht op Herne

Herne (Frans, verouderd: Hérinnes) is een dorp in de Belgische in de provincie Vlaams-Brabant en een deelgemeente van Pajottegem. De deelgemeente is een van de hoofdplaatsen van het gerechtelijk kanton Herne - Sint-Pieters-Leeuw en maakt deel uit van het administratieve kanton Lennik. De deelgemeente telt ruim 6500 inwoners. Herne ligt in het Pajottenland. Doorheen Herne stroomt de rivier de Mark.

## Geschiedenis
Het grondgebied van Herne bevond zich van de Karolingische tijden tot de elfde eeuw in de Brabantgouw. Het maakte deel uit van het Hernegewoud. In de elfde eeuw veroverde de gouwgraaf van de Henegouw, dat ten zuiden van de Hene lag, een deel van de gouw Brabant. Daardoor zou Herne tot het einde van de achttiende eeuw deel uitmaken van het graafschap Henegouwen.
Onder Frans bewind werd Herne een gemeente en de hoofdplaats van het gelijknamige kanton Herne in het Dijledepartement. Dit departement werd nadat de Fransen verdreven waren omgevormd tot de provincie Zuid-Brabant, de latere Belgische provincie Brabant. In 1977 werd Herne met Herfelingen en Sint-Pieters-Kapelle samengevoegd tot een nieuwe fusiegemeente.
De belangrijkste historische site in Herne is die van het oude kartuizerklooster, het eerste klooster dat de orde der kartuizers in de Lage Landen stichtte (1314). Het was ook in dit klooster dat de allereerste echte vertaling van de Vulgaat tot stand kwam, de zogenaamde Hernse Bijbel van de hand van de Bijbelvertaler van 1360 alias (?) Petrus Naghel.
In de directe omgeving van het kartuizerklooster werd ook een veldslag van de Boerenkrijg uitgevochten.
In de Eerste Wereldoorlog kwamen vele vluchtelingen uit de Westhoek naar Herne en omliggende gebieden.
Op 1 januari 2025 ging de gemeente Herne samen met de gemeenten Galmaarden en Gooik tot de gemeente Pajottegem.

## Geografie

### Kernen
Sinds de gemeentelijke herindeling van 1977 is Herne een fusiegemeente. Groot-Herne bestaat uit vier dorpskernen: hoofdgemeente Herne en de deelgemeentes Herfelingen en Sint-Pieters-Kapelle, en Kokejane, een gehucht van Herne met een eigen parochie (situeert zich tussen de dorpskernen van Herfelingen en Herne).

#### Tabel
| # | Naam                 | Opp. (km²) | Inwoners (2020) | Inwoners per km² | NIS-code |
| - | -------------------- | ---------- | --------------- | ---------------- | -------- |
| 1 | Herne                | 21,84      | 4.124           | 189              | 23032A   |
| 2 | Herfelingen          | 11,25      | 1.136           | 101              | 23032B   |
| 3 | Sint-Pieters-Kapelle | 11,57      | 1.439           | 124              | 23032C   |

De gemeente is na de verkiezingen van 2024 gefuseerd met Galmaarden en Gooik.

## Bezienswaardigheden

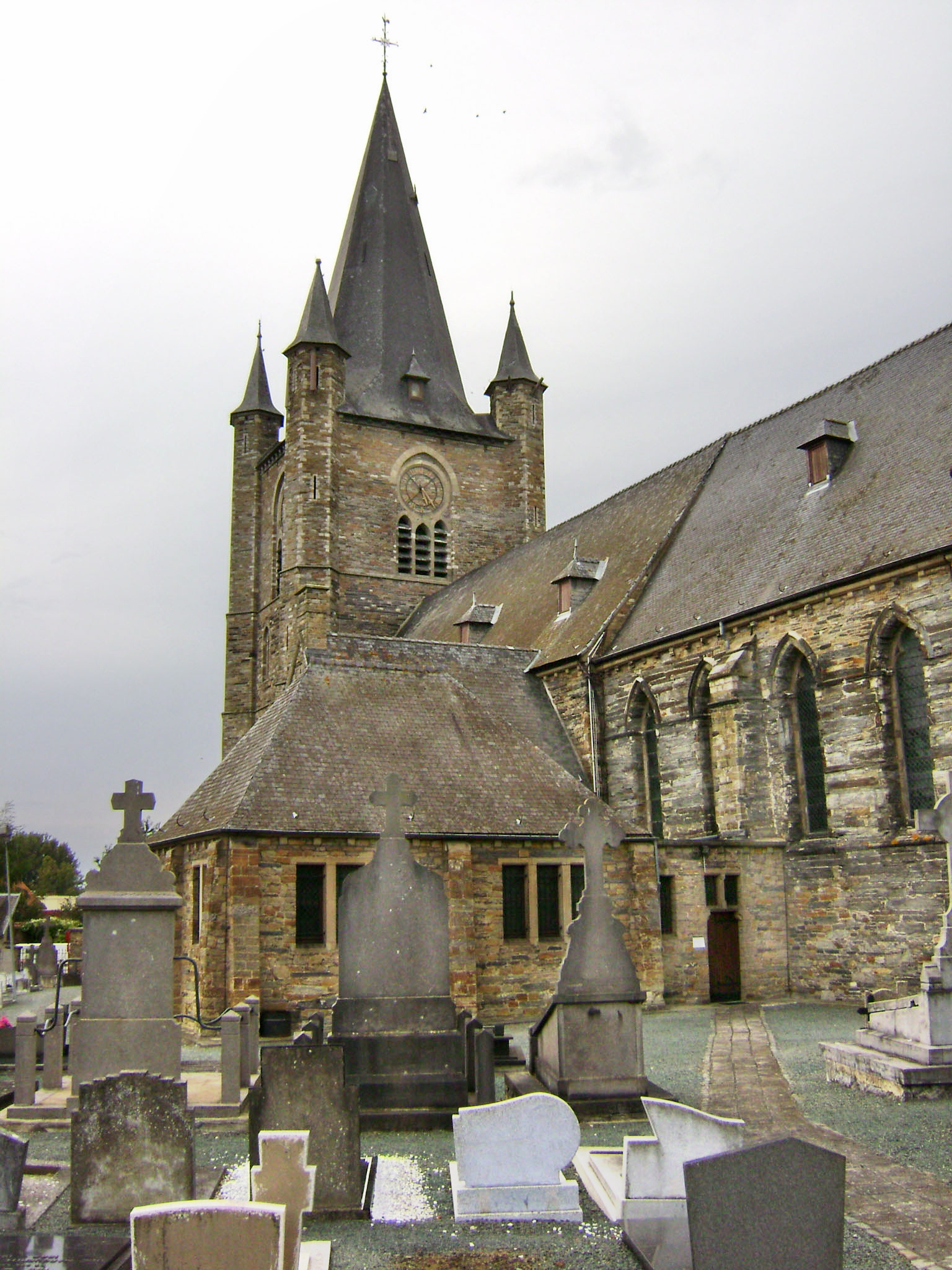
Sint-Petrus-en-Pauluskerk

- Het Kartuizerklooster van Herne dateert van 1314 en wordt toegeschreven aan Walter II van Edingen. Het was de eerste vestiging van de kartuizerorde in de Nederlanden, en van hieruit zouden alle andere kartuizerkloosters in de Nederlanden worden opgericht. Na het slopen in 1785 (opheffing door de Oostenrijkse Nederlanden) zal van het klooster zelf nog weinig overblijven, enkel de poort met de priorij die dateert van 1710, de schuur uit 1705 en enkele bijgebouwen. De straatnaam Oud Klooster verwijst nog naar de aanwezigheid van het kartuizerklooster. Het is beschermd als monument en als dorpsgezicht.
- In de Kerkstraat staat de Sint-Petrus-en-Pauluskerk, die is ontstaan einde 11e eeuw, begin 12e eeuw. Het huidige gebouw heeft een middenschip en zuidbeuk in romaanse stijl, en een koor en toren uitgevoerd in Brabantse Scheldegotiek. Door grondige verbouwingen (in 1923-'24) kreeg de kerk een asymmetrisch grondplan.
- Het Hof te Schiebeek is een kwadraathoeve, waarvan de oudste vermelding dateert uit 1350. Ooit hoorde deze hoeve bij het kartuizerklooster van Herne. In 1580 werd het complex dan ook samen met het klooster platgebrand. Een gevelsteen met de afbeelding van een vork, een houten schop en een moutkorf (en het jaartal 1652) herinnert aan de brouwactiviteiten die hier hebben plaatsgevonden. Het Hof te Schiebeek vind je terug langs de Ninoofsesteenweg, aan de kruising met de Scheibeekstraat.
- Gelegen langs de Mark, vind je in Herne ook drie oude watermolens (door water aangedreven molen) met waterrad : de Boesmolen (1219), de Sint-Waltrudismolen of Hernemolen (1219) en de Molen van Nerom (1335). Op ettelijke van de vroegere en bestaande molens in Herne waren er molenaars Orinx actief die behoorden tot een in de regio belangrijke molenaarsfamilie.
- De Botermolen, een voormalige karnmolen.
- Het Station Herne.

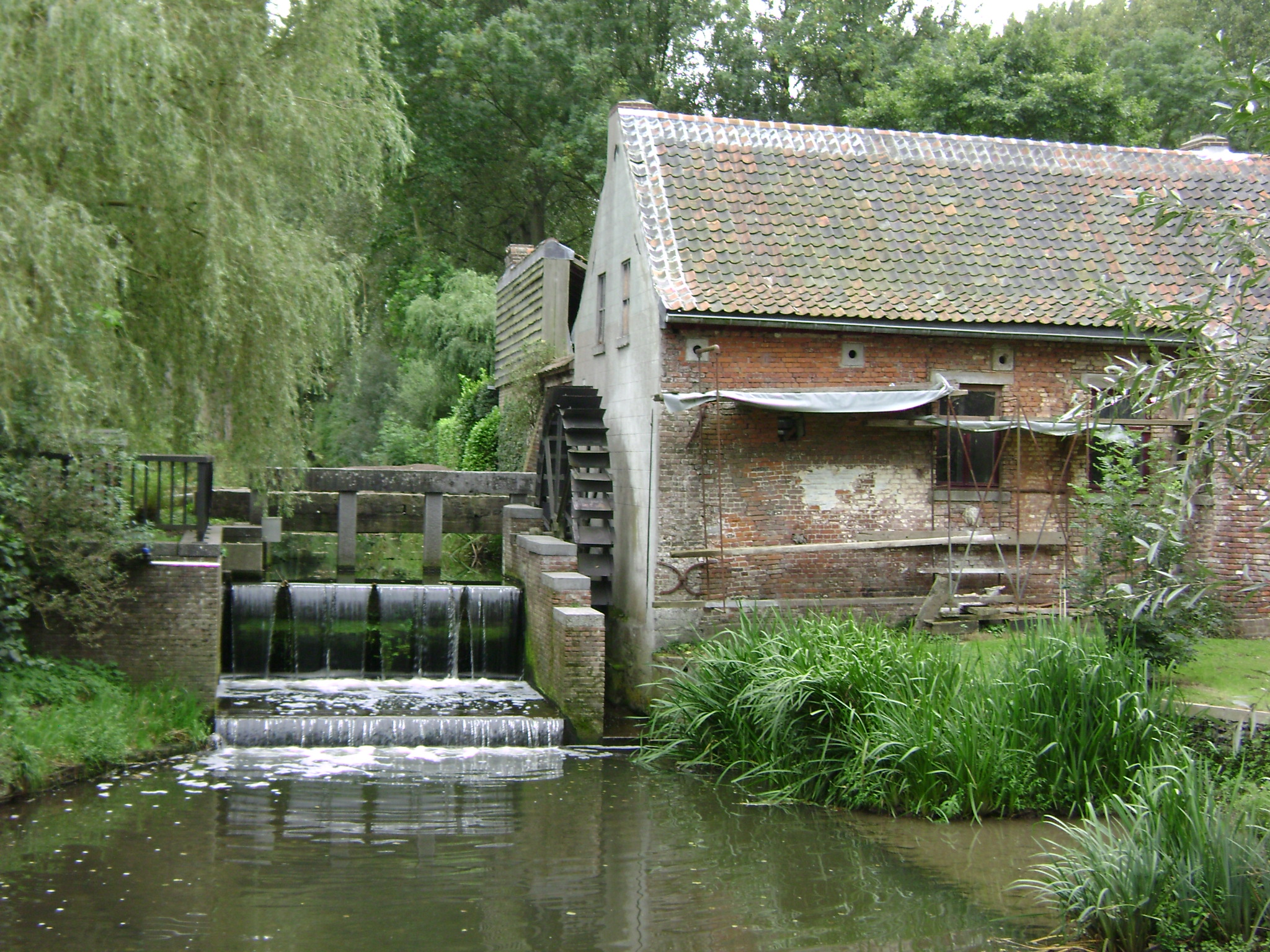
Sint-Waltrudismolen of Hernemolen
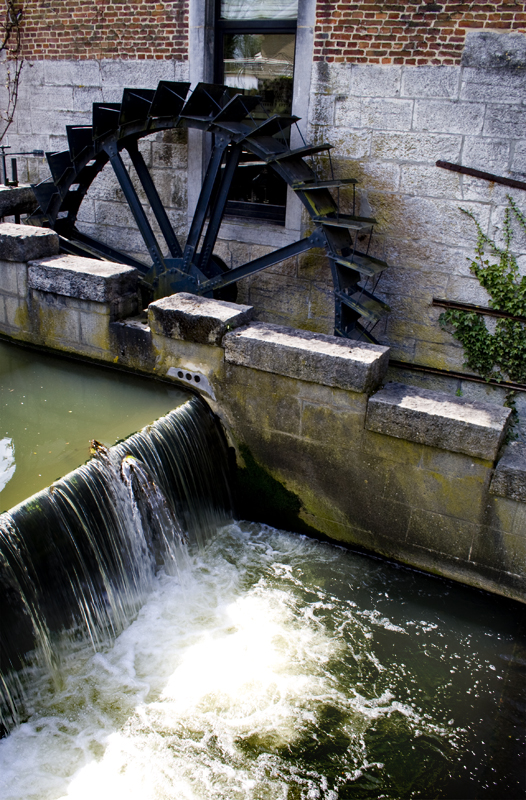
Boesmolen in Herne
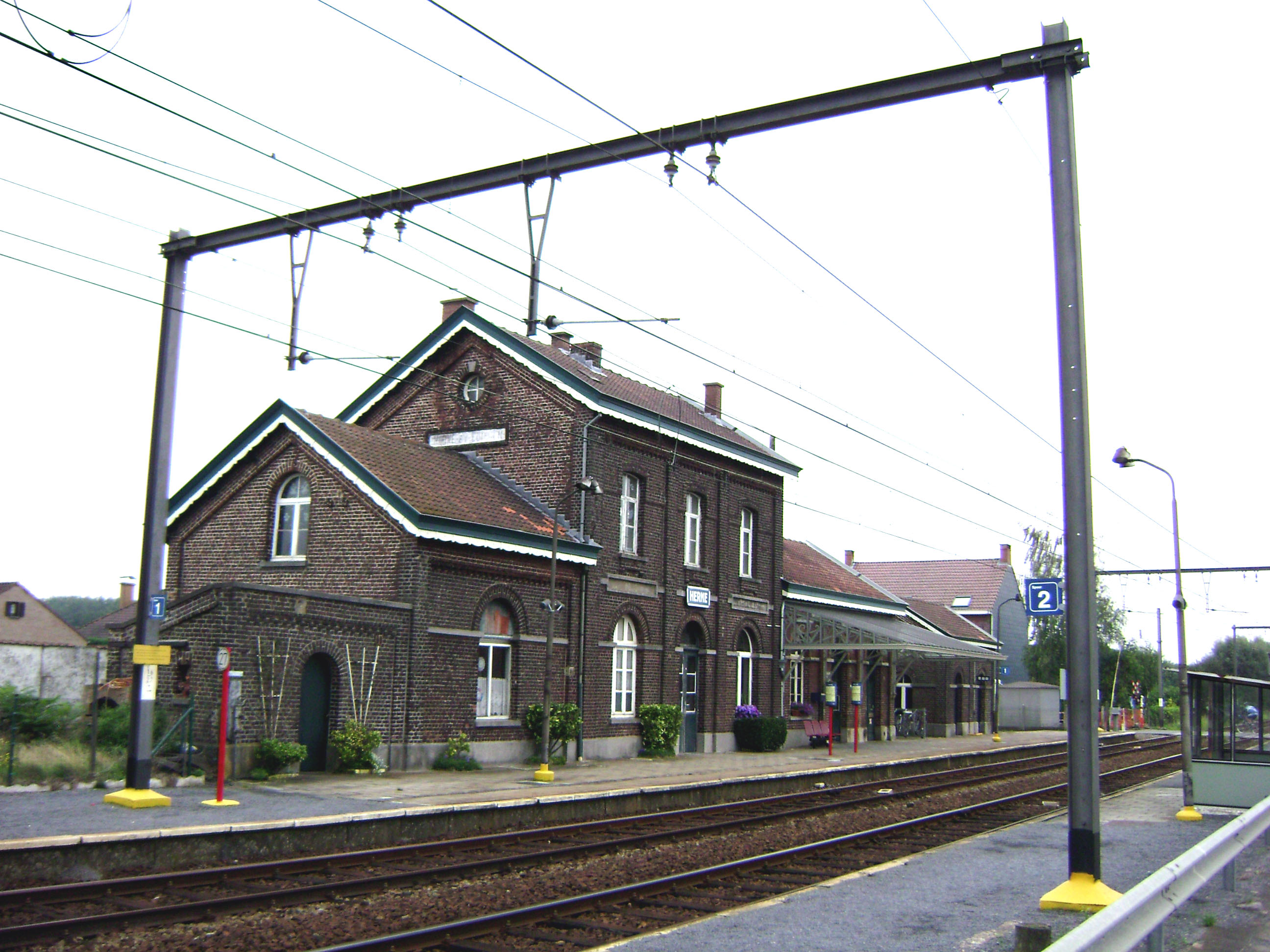
Station Herne
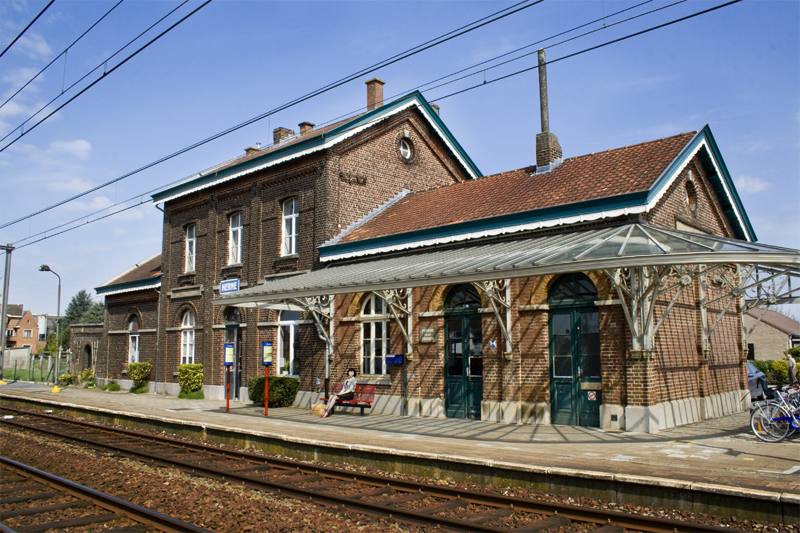
Station Herne

## Natuur en landschap
Herne ligt in de vallei van de Mark op een hoogte van ongeveer 30 meter. Naar het zuidoosten loopt de hoogte op tot 69 meter.

## Demografische ontwikkeling

### Demografische evolutie deelgemeente voor de fusie
- Bronnen:NIS, Opm:1831 tot en met 1970=volkstellingen, 1976= inwonersaantal op 31 december

### Demografische ontwikkeling van de fusiegemeente
Alle historische gegevens hebben betrekking op de huidige gemeente, inclusief deelgemeenten, zoals ontstaan na de fusie van 1 januari 1977.
- Bronnen:NIS, Opm:1831 tot en met 1981=volkstellingen; 1990 en later= inwonertal op 1 januari

| Inwoners van jaar tot jaar op 1 januari 1992 tot heden | Inwoners van jaar tot jaar op 1 januari 1992 tot heden | Inwoners van jaar tot jaar op 1 januari 1992 tot heden |
| jaar                                                   | Aantal                                                 | Evolutie: 1992=index 100                               |
| ------------------------------------------------------ | ------------------------------------------------------ | ------------------------------------------------------ |
| 1992                                                   | 6.133                                                  | 100,0                                                  |
| 1993                                                   | 6.163                                                  | 100,5                                                  |
| 1994                                                   | 6.256                                                  | 102,0                                                  |
| 1995                                                   | 6.274                                                  | 102,3                                                  |
| 1996                                                   | 6.316                                                  | 103,0                                                  |
| 1997                                                   | 6.299                                                  | 102,7                                                  |
| 1998                                                   | 6.361                                                  | 103,7                                                  |
| 1999                                                   | 6.429                                                  | 104,8                                                  |
| 2000                                                   | 6.372                                                  | 103,9                                                  |
| 2001                                                   | 6.318                                                  | 103,0                                                  |
| 2002                                                   | 6.327                                                  | 103,2                                                  |
| 2003                                                   | 6.372                                                  | 103,9                                                  |
| 2004                                                   | 6.390                                                  | 104,2                                                  |
| 2005                                                   | 6.431                                                  | 104,9                                                  |
| 2006                                                   | 6.407                                                  | 104,5                                                  |
| 2007                                                   | 6.483                                                  | 105,7                                                  |
| 2008                                                   | 6.562                                                  | 107,0                                                  |
| 2009                                                   | 6.597                                                  | 107,6                                                  |
| 2010                                                   | 6.573                                                  | 107,2                                                  |
| 2011                                                   | 6.618                                                  | 107,9                                                  |
| 2012                                                   | 6.572                                                  | 107,2                                                  |
| 2013                                                   | 6.560                                                  | 107,0                                                  |
| 2014                                                   | 6.565                                                  | 107,0                                                  |
| 2015                                                   | 6.612                                                  | 107,8                                                  |
| 2016                                                   | 6.617                                                  | 107,9                                                  |
| 2017                                                   | 6.592                                                  | 107,5                                                  |
| 2018                                                   | 6.643                                                  | 108,3                                                  |
| 2019                                                   | 6.665                                                  | 108,7                                                  |
| 2020                                                   | 6.699                                                  | 109,2                                                  |
| 2021                                                   | 6.706                                                  | 109,3                                                  |
| 2022                                                   | 6.743                                                  | 109,9                                                  |
| 2023                                                   | 6.763                                                  | 110,3                                                  |
| 2024                                                   | 6.825                                                  | 111,3                                                  |

## Politiek
Burgemeesters van Herne waren:
- 1820 : Constantin Lemercier
- 1825 : Guillaume Langhendries
- 1830 : J.B. Bosteels
- 1832 : Guillaume Langhendries
- 1845 : Pierre-Joseph Wielant
- 1849 : Albert-Joseph Nerinckx
- 1852 : Jan-Jozef Vanderhoudelingen
- 1879 : J.B. Vandenabeele
- 1894 : Nestor Van Cauwenberghe
- 1913 : Jozef Demiddeleer (waarnemend)
- 1914 : Petrus-Jozef Durant
- 1914 : Jozef Demiddeleer (waarnemend)
- 1921 : Honoré Van Ongeval (waarnemend)
- 1921 : Paul Van Cauwenberghe
- 1927 : Arthure Van Cauwelaert
- 1933 : Paul Van Cauwenberghe
- 1941 : Honoré Van Ongeval (waarnemend)
- 1942 : Gaston De Dobbeleer
- 1944 : Honoré Van Ongeval (waarnemend)
- 1945 : Leonce Vanderroost
- 1953 : Felix Van Cauwenberghe
- 1956 : Emile Breynaert
- 1958-1976 : Maurice Bombaert (PVV)
- 1977-2000 : Pierre Poelaert (CVP)
- 2001-2024 : Kris Poelaert (CD&V)

#### Bestuur 2013-2018
Burgemeester is Kris Poelaert van CD&V. Deze partij heeft de absolute meerderheid met 16 op 17 zetels.

#### Bestuur 2019-2024
Burgemeester is Kris Poelaert van CD&V. Deze partij heeft de absolute meerderheid met 15 op 17 zetels.

### Resultaten gemeenteraadsverkiezingen van 1976 tot en met 2018
| Partij               | Partij                                                   | 10-10-1976 | 10-10-1976 | 10-10-1982 | 10-10-1982 | 9-10-1988 | 9-10-1988 | 9-10-1994 | 9-10-1994 | 8-10-2000 | 8-10-2000 | 8-10-2006 | 8-10-2006 | 14-10-2012 | 14-10-2012 | 14-10-2018 | 14-10-2018 |
| Stemmen / Zetels     | Stemmen / Zetels                                         | %          | 17         | %          | 17         | %         | 17        | %         | 17        | %         | 17        | %         | 17        | %          | 17         | %          | 17         |
| -------------------- | -------------------------------------------------------- | ---------- | ---------- | ---------- | ---------- | --------- | --------- | --------- | --------- | --------- | --------- | --------- | --------- | ---------- | ---------- | ---------- | ---------- |
|                      | CVP1 / CD&V2                                             | 46,751     | 9          | 50,571     | 9          | 57,81     | 10        | 56,321    | 11        | 59,761    | 10        | 78,462    | 14        | 76,772     | 16         | 76,12      | 15         |
|                      | SP1 / PVV-SPA / INZET2 / sp.a3 / KwadrantPlusB           | 12,221     | 1          | 15,721     | 2          | 42,2A     | 7         | 13,272    | 1         | 40,24A    | 7         | 21,54A    | 3         | 4,53       | 0          | 14,9B      | 2          |
|                      | LBB1 / PVV2 / PVV-SPA / VLD3 / Open Vld4 / KwadrantPlusB | 41,031     | 7          | 33,712     | 6          | 42,2A     | 7         | 30,43     | 5         | 40,24A    | 7         | 21,54A    | 3         | 11,524     | 1          | 14,9B      | 2          |
|                      | N-VA                                                     | -          |            | -          |            | -         |           | -         |           | -         |           | -         |           | 7,21       | 0          | 8,9        | 0          |
| Totaal stemmen       | Totaal stemmen                                           | 4230       | 4230       | 4510       | 4510       | 4513      | 4513      | 4644      | 4644      | 4717      | 4717      | 4881      | 4881      | 4914       | 4914       | 4949       | 4949       |
| Opkomst %            | Opkomst %                                                |            |            |            |            | 96,12     | 96,12     | 95,11     | 95,11     | 94,87     | 94,87     | 96,58     | 96,58     | 95,40      | 95,40      | 94,9       | 94,9       |
| Blanco en ongeldig % | Blanco en ongeldig %                                     | 0,38       | 0,38       | 3,37       | 3,37       | 3,97      | 3,97      | 4,46      | 4,46      | 3,75      | 3,75      | 2,81      | 2,81      | 1,81       | 1,81       | 3,0        | 3,0        |

De zetels van de gevormde coalitie staan vetjes afgedrukt. De grootste partij staat in kleur.
De rode cijfers naast de gegevens duiden aan onder welke naam de partijen telkens bij een verkiezing opkwamen.

De gemeente zal na de verkiezingen van 2024 onder de naam Pajottegem fuseren met Galmaarden en Gooik.

## Cultuur

### Slogan en mascotte
De slogan van Herne is: "Herne, het groene kwadrant". Hiermee wordt zowel op de ligging van Herne in het Pajottenland gezinspeeld, als op het landelijke karakter van de gemeente. Hernes mascotte is Jef Kwadrant (vergelijk met het groene kwadrant).

### Evenementen
- Tweemaal per jaar wordt in Herne een kermis georganiseerd:
  - de tweede zondag van mei;
  - de zondag na 21 september (of 21/09 zelf als dat een zondag is)
- In deelgemeente Kokejane vindt tijdens het laatste weekend van augustus Kokejane Leeft plaats.
- Deelgemeente Herfelingen ondergaat een Waanzinnig Weekend tijdens het derde weekend van juli.
- Ieder jaar op pinkstermaandag wordt er in Herne een jaarmarkt georganiseerd die na 33 jaar is uitgegroeid tot een van de grootste jaarmarkten van België (10.000 bezoekers).

## Economie
- In deelgemeente Herfelingen bevindt zich het zuivelbedrijf Olympia.
- In Herne zelf bevindt zich de ijzersmederij Fondatel, aan de spoorlijn 123. Deze is gesloten sinds 2010,de activiteiten zijn sindsdien verhuisd naar Andenne (gieterij) en Seneffe (logistiek). Momenteel wordt de site omgevormd tot woonwijk met een honderdtal woonentiteiten.
- Eveneens in Herne vind je camping Green Valley en twee gastenverblijven (bed&breakfast) Wisteria en Hof Hedera.

## Sport
In de gemeente speelt voetbalclub FC Herne, die is aangesloten bij de KBVB.
In de gemeentelijke sporthal De Hernekouter zijn tal van andere sportverenigingen actief.

## Nabijgelegen kernen
Kokejane, Edingen, Sint-Pieters-Kapelle, Vollezele, Tollembeek